# EQEmu
EQEmu (или EQEmulator) — свободный серверный эмулятор MMORPG EverQuest. Благодаря EQEmu можно запустить свой сервер, который будет работать аналогично официальным серверам Sony Online Entertainment. Разработка начата примерно в 2001 или 2002 году. По статистике веб-сайта EQEmu, на серверах использующих этот эмулятор побывало огромнейшее количество игроков, лишь немногим меньше чем на официальных серверах.
Так как на текущий момент EQEmu не обновляется одновременно с выходом новых клиентов, на некоторых серверах используются собственные патчеры устанавливающие совместимую с ними версию клиента.

## Сообщество EQEmu
Сообщество EQEmu имеет достаточное количество любителей-программистов, и игровых энтузиастов, позволявшее выпускать различные программы, упрощающие процесс разработки эмулятора.
Проект EQEmu имеет собственную Вики, содержащую различную полезную информацию для игроков, и администраторов серверов.

## База данных EQEmu
EQEmu предоставляет только функционал для запуска своего собственного сервера EverQuest. Другая необходимая часть — хорошая база данных с актуальным, и полноценным содержимым. Созданием такой базы, отражающей оригинальную вселенную EverQuest, занимается Project EQ.

## EthernalQuest
EthernalQuest — ещё один эмулятор EverQuest, на который также возлагались надежды. Его разработка начата в 1999 или 2000 году. На данный момент проект более не поддерживается, однако до сих пор доступен для скачивания. Большая часть его сообщества перешло на EQEmulator.